# Daltopora
Daltopora là một chi bướm đêm thuộc họ Gelechiidae.